# Anja Charlet
Anja Charlet (* 2. September 1967, geb. Wolf, in Freital, Sachsen) ist eine deutsche Journalistin und Fernsehmoderatorin.

## Werdegang
Nach einem Volontariat 1986/87 beim Fernsehen der DDR in Berlin-Adlershof studierte Anja Wolf an der Sektion Journalistik der Leipziger Karl-Marx-Universität. Ab 1991 arbeitete sie bei Zeitungen und im Hörfunk. Danach war sie ab 1992 als Nachrichtenmoderatorin beim MDR sowie als Moderatorin und Reporterin beim privaten Nachrichtensender n-tv tätig. Ab 1993 arbeitete sie erneut für den MDR und übernahm die Moderation des neu gegründeten ARD-Boulevardmagazins Brisant. Daneben nahm sie auch Aufgaben als Redakteurin und Moderatorin für die Abendschau des SFB wahr.
Nach einer erneuten Tätigkeit für n-tv im Jahr 1994 wechselte sie am 1. Januar 1995 zum ZDF, wo sie als Nachfolgerin von Nina Ruge Co-Moderatorin des heute-journals wurde. Daneben moderierte sie für 3sat auch die Sendung News-quiz. Nach sechs Jahren Sprechertätigkeit beim ZDF bot man Charlet die Moderation der Nachtausgabe der heute-Nachrichten an. Am 5. Februar 2001 moderierte sie als Nachfolgerin von Marietta Slomka zum ersten Mal die Sendung heute nacht, die sie im wöchentlichen Wechsel mit Thomas Kausch bis Mai 2003 präsentierte.
Ab Mai 2003 moderierte sie bis zu deren Einstellung 2009 hauptsächlich die Mittagsausgabe heute mittag. Zusätzlich war sie ab 2007 auch Moderatorin bei heute – in Deutschland sowie bei den Nachmittags- und Wochenendausgaben der heute-Nachrichten. Diese Formate sowie die 15-Uhr- und 17-Uhr-Ausgabe und die Ausgabe im ZDF-Mittagsmagazin präsentierte Charlet bis zum 5. Juli 2013 im Wechsel mit anderen Kollegen. Anschließend wechselte sie ins ZDF-Landesstudio Sachsen nach Dresden. Seit 2021 moderiert Charlet außerdem Phoenix vor Ort beim Sender Phoenix. 
Charlet ist Mutter einer Tochter.